# Вольфарт, Франц (композитор)
Франц Вольфарт (нем. Franz Wohlfahrt; 7 марта 1833, Фрауэнприсниц — 14 февраля 1884, Лейпциг) — немецкий композитор и музыкальный педагог. Сын Генриха Вольфарта.

## Биография
Учился у Фердинанда Давида. Сам Франц Вольфарт преподавал игру на скрипке.
Автор серии этюдов, 60 этюдов для скрипки. Op. 45 часто бывает первым разучиваемым этюдом, являясь неотъемлемой частью современного педагогического репертуара для начинающих скрипачей и альтистов.